# Cuenca del Henares
Die Comarca Cuenca del Henares ist eine der neun Comarcas in der autonomen Gemeinschaft Madrid.
Die im Südosten gelegene Comarca umfasst 17 Gemeinden auf einer Fläche von 595,89 km².

## Gemeinden
| Gemeinde                   | Einwohner (2024) | Fläche km² | Dichte Einw./km² | Cod INE | Postleitzahl |
| -------------------------- | ---------------- | ---------- | ---------------- | ------- | ------------ |
| Anchuelo                   | 1.392            | 21,55      | 65               | 28012   | 28818        |
| Arganda del Rey            | 59.513           | 79,65      | 747              | 28014   | 28500        |
| Campo Real                 | 6.802            | 61,75      | 110              | 28033   | 28510        |
| Corpa                      | 792              | 25,91      | 31               | 28048   | 28811        |
| Loeches                    | 9.200            | 44,06      | 209              | 28075   | 28890        |
| Mejorada del Campo         | 24.659           | 17,21      | 1.433            | 28084   | 28840        |
| Nuevo Baztán               | 7.339            | 20,20      | 363              | 28100   | 28514        |
| Olmeda de las Fuentes      | 408              | 16,57      | 25               | 28101   | 28515        |
| Pezuela de las Torres      | 989              | 41,44      | 24               | 28111   | 28812        |
| Pozuelo del Rey            | 1.292            | 31,00      | 42               | 28116   | 28813        |
| Rivas-Vaciamadrid          | 101.949          | 67,38      | 1.513            | 28123   | 28521–28524  |
| Santorcaz                  | 999              | 27,98      | 36               | 28136   | 28818        |
| Los Santos de la Humosa    | 2.785            | 34,89      | 80               | 28137   | 28817        |
| Torres de la Alameda       | 7.758            | 43,79      | 177              | 28154   | 28813        |
| Valverde de Alcalá         | 553              | 13,53      | 41               | 28166   | 28812        |
| Velilla de San Antonio     | 14.003           | 14,35      | 976              | 28167   | 28891        |
| Villalbilla                | 18.000           | 34,63      | 520              | 28172   | 28810        |
| Comarca Cuenca del Henares | 258.433          | 595,89     | 434              | –       | –            |

1. ↑  Instituto Nacional de Estadística Municipal Register of Spain